# Pitkäjärvi (sjö i Finland, Mellersta Finland, lat 62,93, long 25,38)
Pitkäjärvi är en sjö i Finland. Den ligger i kommunen Kannonkoski i landskapet Mellersta Finland, i den centrala delen av landet, 300 km norr om huvudstaden Helsingfors. Pitkäjärvi ligger 151,5 meter över havet. I omgivningarna runt Pitkäjärvi växer i huvudsak barrskog. Den är 20 meter djup. Arean är 53,8 hektar och strandlinjen är 7,06 kilometer lång. Sjön  ingår i Kymmene älvs huvudavrinningsområde. 